# Ендрю Бонар Лоу
Ендрю Бонар Лоу (на английски: Andrew Bonar Law) е британски политик, министър-председател на Обединеното кралство от партията на консерваторите. Единственият премиер на Великобритания, роден извън нейните граници.

## Произход и ранни години
Роден е на 16 септември 1858 година в Рекстон, провинция Ню Брънзуик, Канада, в семейството на презвитериански свещеник. В ранна възраст майка му умира и той е изпратен в Хелънсбърг (Шотландия), където расте и се възпитава в семейството на леля си по майчина линия. Учи в Глазгоу и показва способности към чужди езици, както и отлична памет.
На 16 години става чиновник в търговската банка на неговите чичовци. След като те продават банката, той дълго време работи в металургично предприятие като съдружник и управляващ директор. На 30-годишна възраст вече е успял бизнесмен и може да обърне внимание и на други неща. Посещава лекции в университета в Глазгоу и започва да се интересува от провеждане на дебати и от парламентарна кариера.

## Политическа кариера
През 1897 г. става член на Консервативната партия и през 1900 се кандидатира и е избран за член на Парламента. В речите си в Парламента се отличава с това, че говори просто за сложни неща като митата (помага опитът му на бизнесмен) и че добрата му памет му помага да цитира дословно предишни изказвания на опонентите.
През 1911 става лидер на Консервативната партия и е начело на партията до 1915 г. През 1915 – 16, докато Дейвид Лойд Джордж е премиер, става министър на колониите, макар че този пост не е с голямо значение по време на Първата световна война. През 1916 г. пред Бонар Лоу се открива шанс да стане премиер, но той предпочита да заема министерски постове в кабинета на Дейвид Лойд Джордж, като между 1916 и 1919 е канцлер на хазната (финансов министър). На 23 октомври 1922 г. става министър-председател, но поради тежка болест – рак на гърлото – напуска поста на 22 май 1923 г. Умира същата година на 30 октомври, на 65-годишна възраст. 